# Columbus Grove

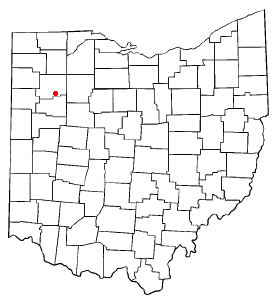
Columbus Grove na planie stanu Ohio

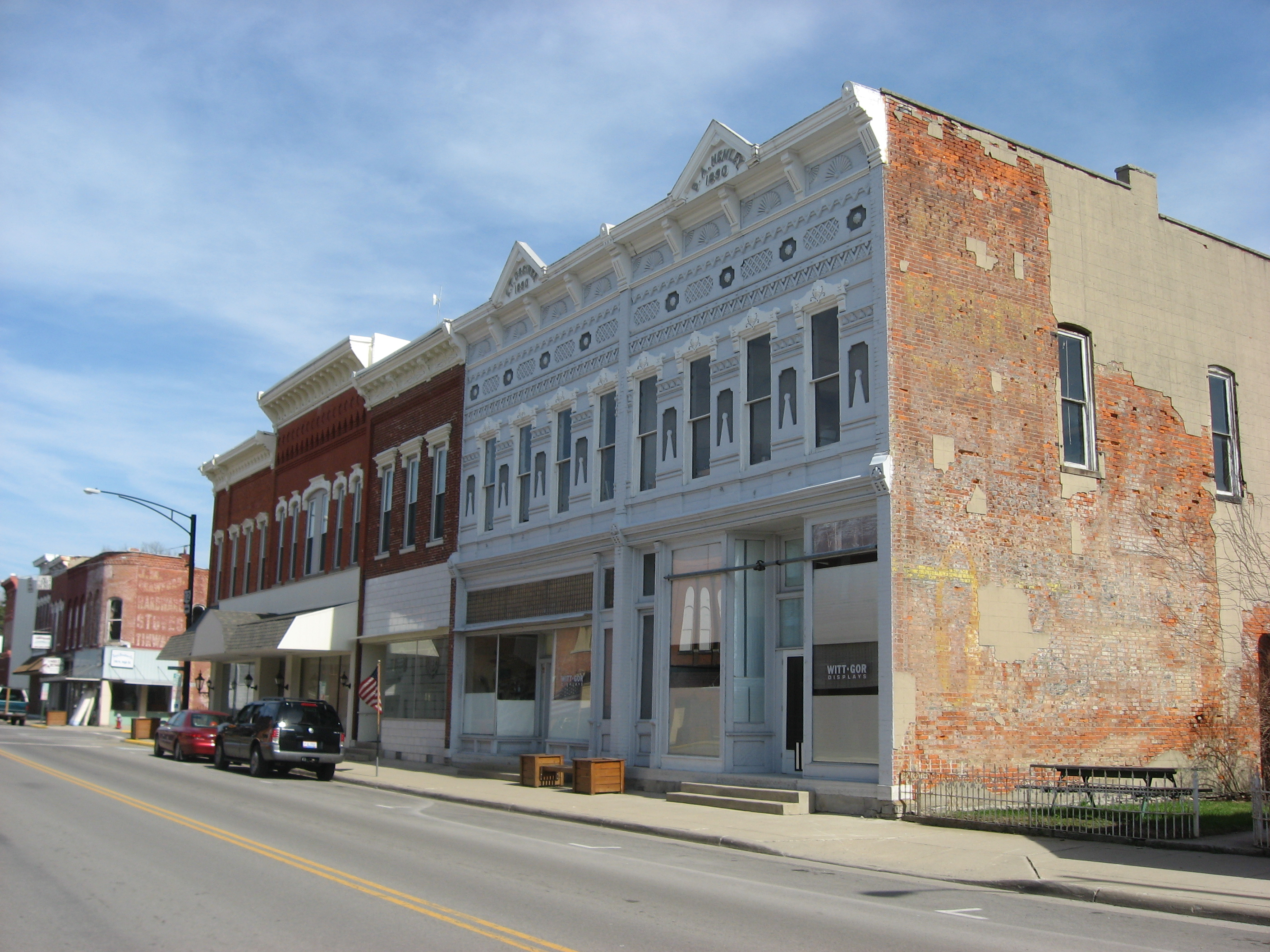
Columbus Grove - śródmieście

Columbus Grove – wieś w USA, w stanie Ohio, w hrabstwie Putnam. Miejscowość oficjalne nosi obecną nazwę od roku 1842. Obecnie (2014) burmistrzem wsi jest Kenneth Wright.
Liczba mieszkańców w 2010 roku wynosiła 2 137, a w roku 2012 wynosiła 2 094.